# Vlag van Oostmahorn

Vlag van Oostmahorn

De vlag van Oostmahorn is de dorpsvlag van het Nederlandse dorp Oostmahorn, in de Friese gemeente Noardeast-Fryslân. De vlag werd op 20 december 2006 aangenomen en in 2008 geregistreerd. Het ontwerp van de vlag is van de hand van J.C. Terluin.

## Beschrijving
De beschrijving van de vlag is als volgt:
Neerwaarts geschuind: 1. in rood een gele schansdwinger in de broekhoek, waarvan het verloop een dikte heeft van 1/10 vlaghoogte en loopt tot 1/10 vlaghoogte van de schuine deling waarvan de afsnijding de vlagdeling volgt; 2. vijf even hoge golvende banen van blauw en wit.
De kleuren zijn afkomstig van het dorpswapen.

## Symboliek
- Schuine deling: beeldt het talud van de zeedijk uit.[3]
- Golvende banen: staan voor de golven van de zee die tegen de zeedijk oplopen.[3]
- Rood vlak: duidt op het gevaar dat altijd uitgaat van de zee.[3]
- Schansdwinger: staat voor de schans die bij Oostmahorn gelegen was.[3]

Kleurstelling: ontleend aan het wapen van Oostmahorn.